# El Moralet
El Moralet es una entidad singular de población del municipio español de Alicante. Limita al norte y al este con San Vicente del Raspeig, al sur con Verdegás y Cañada del Fenollar y al oeste con Agost. Durante el siglo XIX, El Moralet perteneció durante varios años a San Vicente del Raspeig.

## Población
En el año 2022, El Moralet tiene un total de 2404 habitantes distribuidos de la siguiente manera:
- Camino Cañada-Alcoy: 111
- Camino de la Ermita: 175
- Camino Ventorrillo: 134
- Finca Don Jaime: 165
- El Garroferal: 104
- Loma Espí: 397
- Pla de Xirau: 14
- Rambuchar Norte: 91
- Rambuchar Sur: 78
- Serreta de la Torre: 125
- Vallegrande Este: 175
- Vallegrande Oeste: 130
- Diseminado: 649

(NOTA: En la referencia del Ayuntamiento hay un error de +56 habitantes, por eso no cuadra la suma total)
Los vecinos reclaman desde hace años servicios básicos de los que carecen como agua potable, alumbrado público, asfaltado de caminos o alcantarillado.
Desde 2015 no existe la figura de alcalde pedáneo.
En 2008 se cerró el Colegio El Moralet, con aulas de 3 a 6 años, y se instalaron en su lugar dos rutas de autobús al CEIP La Cañada del Fenollar (colegio de referencia), en barracones desde 2003. La construcción de un colegio nuevo está prevista en los presupuestos autonómicos desde hace años y ya se ha reservado un solar, pendiente de levantar el edificio. La partida también cuenta con una línea de autobús al instituto de referencia en San Vicente del Raspeig.

## Patrimonio artístico
Antiguamente, El Moralet se dividía en cuatro grandes fincas de familias de terratenientes: Finca Morricone, Casa Campos, Casa Espí y Finca Don Jaime.
La ermita de San Antonio de Padua se cree de construcción anterior a 1795. Es de planta cuadrada, con paredes blancas de cal, cubierta de teja a dos aguas y cornisa de escasa relevancia. Cuenta con paramentos interiores enlucidos y pintados de blanco, así como los techos. La fachada principal dispone de un solo hueco que corresponde al acceso principal a la ermita, sobre el que destaca un pequeño campanario que conserva la campana original. El edificio fue reconstruido en su totalidad en 1980. Está considerado bien cultural de protección parcial.
En las inmediaciones de la Finca Don Jaime se conserva una cisterna centenaria, levantada con piedra y en pirámide cónica, resto de la hidráulica tradicional de la zona. La casa corresponde a la tipología tradicional de edificación residencial, con varios cuerpos adyacentes de una planta y patio central. El conjunto data del siglo XIX. Entre los vecinos se cree por error que la denominación "Finca Don Jaime" corresponde al domicilio en forma de castillo de un famoso terrateniente llamado Jaime, fallecido en los últimos años. Realmente la finca tiene este nombre por Jaime I. Fue él quien en agradecimiento a Damiana Carnicer de la Revilla, le dio las tierras que rodean a la finca, ya que Damiana vio donde se escondía en tiempos de guerra un ministro del Rey, el ministro Cabrera y esta no le delató.
Según una leyenda local propagada por el periodista Fernando Gil Sánchez, en la Finca Morricone se escondió Juan Negrín y desde allí organizó su exilio al final de la guerra civil española. 
Esa sería la razón por la que El Moralet recibió algunos proyectiles de artillería del bando sublevado. Tal leyenda es falsa. Se trata de una antigua mansión del siglo XIX, con dos plantas y fachada de composición clasicista y clara simetría, con huecos de proporciones verticales y carpintería de madera y elementos tradicionales de cerrajería. En su interior hay una escalinata en semicírculo de acceso a la puerta principal. Las fachadas están compuestas de zócalos y molduras sobrepuestas con restos de pinturas en color rosáceo. Ocupa dos alturas con cubiertas inclinadas de teja en estado de ruina en alguno de sus paños. Los huecos principales están tapiados por protección. Prácticamente se mantiene en su estado original y ha sufrido escasas reformas y modificaciones. Actualmente está deshabitada.
Los vecinos han pedido que se declaren bienes protegidos: Casa de la Sènia, Finca de Morricone, Casa de la Volta, Lo Garroferal, Finca Don Jaime y la vieja ermita.
La Casa de la Sènia, en el Camino de la Ermita, es un edificio residencial del siglo XIX con varios cuerpos adyacentes y un elemento principal de dos plantas. Su tipología tradicional consiste en una edificación principal y varios elementos adosados a la misma. Presenta cubierta a una y dos aguas, y muros de mampostería enfoscados, con carpinterías de madera y elementos tradicionales de cerrajería.
La Casa de la Volta, otra edificación residencial del siglo XIX también de tipología tradicional con edificación principal y varios elementos adosados con formación de patio trasero, ha sufrido reformas y rehabilitaciones recientes que en algunos casos no han conservado los elementos constructivos tradicionales pese a estar catalogada como bien cultural de protección parcial.
La Casa Lo Garroferal, en la Avenida de los Minerales, es otro edificio residencial del siglo XIX, en buen estado de conservación.

## Espacios protegidos y de interés natural
En 2013, Grup Stenella y Asociación HYLA descubrieron una pequeña zona de interés conservacionista con necesidad urgente de restauración ecológica en el núcleo de Vallegrande Este. Se trata de una charca de 300 metros cuadrados con hábitats prioritarios, endemismos y elementos geológicos y mineralógicos. En el informe preliminar presentado en el Ayuntamiento de Alicante las entidades solicitan la reclasificación de esta parcela como suelo no urbanizable de especial protección, forestal o ecológico.

## Fiestas patronales
Las fiestas patronales de El Moralet se celebran en honor a los santos patronos de San Antonio de Padua y la Purísima Concepción la última semana del mes de agosto en el recinto deportivo junto a la ermita que lleva el mismo nombre.
Hasta el año 2005 las fiestas patronales corrieron a cargo de la Asociación  Cultural Taurina de El Moralet. El año siguiente, en 2006, dejaron de celebrarse hasta 2015. La suelta de vaquillas dejó de llevarse a cabo en 2017 por la negativa del Ayuntamiento de Alicante a ceder el terreno municipal, calificado como rambla inundable según el Plan de Acción Territorial de carácter sectorial sobre prevención del Riesgo de Inundación en la Comunitat Valenciana (PATRICOVA). Posteriormente, el Ayuntamiento aprobó en sesión plenaria desmantelar el recinto taurino levantado por un colectivo privado en suelo municipal y el Síndic de Greuges le instó a acatar la decisión, pero sigue sin llevarlo a cabo. En la actualidad es la última partida rural de Alicante que conserva un evento con animales en sus fiestas. 